# نبري (إله)
نبري (أو نب را) هو إله الحبوب في الدين المصري القديم. كانت نظيرته الأنثوية نيبيت، إلهة الحبوب. وقد تكون قرينته تايت، إلهة النسيج.

## في الأساطير
كان نبر يُصوّر في شكل بشري، وغالبًا ما يظهر كطفل ترضعه رننوتت. كان جسد نبر مغطى بالنقاط لتمثل الحبوب. الكتابات الهيروغليفية التي تكتب اسمه تشمل أيضًا رموز الحبوب. بطبيعة الحال، كـ "رب الفم"، كانت والدته تُعرف بـ رننوتت، التي كانت تعطي الـ رن، وهو الاسم الحقيقي للشخص، والتي كانت تُعتبر أيضًا مصدرًا للتغذية. كان نبري يرتبط بشكل خاص بأنواع الحبوب الأكثر استخدامًا، وهي الشعير وقمح الحنطة. اسمه يعني ببساطة "رب الفم"، في إشارة إلى وظيفة الحبوب كغذاء. بمجرد تكامل أسطورة إيزيس وأوزيريس، نظرًا لأن أوزيريس كان إله الزراعة والموتى، ارتبطت قصته بالحصاد السنوي واختفاء أي حياة مرئية في المحصول. وبالتالي، في هذه المرحلة، كان نبري يُعتبر مجرد جانب من أوزير، إله أكثر أهمية بكثير، مكتسبًا لقب (الذي) يعيش بعد الموت.